# Юбэнкс, Дрю
Дрю Юбэнкс (англ. Drew Eubanks, род. 1 февраля 1997) — американский профессиональный баскетболист, выступающий за команду НБА «Лос-Анджелес Клипперс». На уровне колледжей выступал за Университет штата Орегон. Выставлял свою кандидатуру на драфт НБА 2018 года, однако не был выбран.

## Школа и колледж
Юбэнкс выступал за Университет штата Орегон, конференция Pac-12. По итогам рекрутинга получил четыре звезды и рассматривался под первым номером в штате Орегон, в итоге присоединился к команде Орегона, хотя мог уехать в Калифорнию, Гонзагу и некоторые другие колледжи.
На втором году обучения игрок набирал в среднем 14,5 очка, совершал 8,3 подбора и 2,2 блок-шота. На третьем году обучения его показатели составили 13,2 очка, 6,8 подбора и 1,7 блок-шота. По итогам сезона Юбэнкс выставил свою кандидатуру на драфт, воспользовавшись правилами выбора.

## Карьера в НБА
После того, как игрок не был выбран на драфте, Юбэнкс присоединился к «Сан-Антонио Спёрс» в Летней лиге НБА. 17 сентября 2018 года Юбэнкс подписал двусторонний контракт со «Спёрс», который предусматривал выступления как в основной команде, так и в команде из Лиги развития НБА «Остин Спёрс». Игрок дебютировал в НБА 20 октября 2018 года в матче против «Портленд Трэйл Блэйзерс», в котором его команда уступила со счётом 108—121. Юбэнкс провёл на площадке три с половиной минуты и набрал два очка.
24 ноября 2020 года Юбэнкс вновь подписал контракт со «Сперс».
10 февраля 2022 года Юбэнкс, Таддеус Янг и выбор второго раунда драфта 2022 года были обменяны в «Торонто Рэпторс» на Горана Драгича и выбор первого раунда драфта 2022 года. Впоследствии он был отчислен.

### Портленд Трэйл Блэйзерс (2022—2023)
22 февраля 2022 года Юбэнкс подписал 10-дневный контракт с «Портленд Трэйл Блэйзерс». 4 марта он подписал второй 10-дневный контракт, 14 марта — третий 10-дневный контракт, а 24 марта — четвертый. 3 апреля он подписал контракт на оставшуюся часть сезона.
7 июля 2022 года «Трэйл Блэйзерс» подписали контракт с Юбэнксом на 1 год.

### Финикс Санз (2023—2024)
4 июля 2023 года Юбэнкс подписал контракт с командой «Финикс Санз». 25 октября НБА объявила о том, что «Санз» лишились одного из пиков второго раунда на драфте НБА 2024 года из-за того, что контактировали с Юбэнксом до открытия рынка свободных агентов 2023 года. 14 февраля 2024 года Юбэнкс получил удар в лицо от разыгрывающего «Детройт Пистонс» Айзеи Стюарта за несколько часов до начала домашней игры «Санз» против «Пистонс» в Футпринт-центре. Несмотря на удар, Юбэнкс все равно сыграл за «Санз» в тот вечер, набрав 6 очков и 6 подборов за 18 минут в победе «Финикса» над «Пистонс» со счетом 116:100. 21 июня 2024 года Юбэнкс отказался от опции игрока и вышел на рынок свободных агентов.

### Юта Джаз (2024—2025)
13 августа 2024 года Юбэнкс подписал 2-летнее соглашение с «Ютой Джаз» на 10 миллионов долларов.

### Лос-Анджелес Клипперс (2025—настоящее время)
1 февраля 2025 года Юбэнкс был обменян в «Лос-Анджелес Клипперс» вместе с Патти Миллсом на Мо Бамбу, Пи Джей Такера, выбор во втором раунде драфта 2030 года и денежное вознаграждение.

## Личная жизнь
Дрю родился в Старквилле, штат Миссисипи и жил в Луисвилле (Миссисипи), после чего в возрасте двух лет с родителями переехал в Траутдейл, штат Орегон.

## Статистика

### Статистика в НБА
| Сезон                                                                                    | Команда     | Регулярный сезон | Регулярный сезон | Регулярный сезон | Регулярный сезон | Регулярный сезон | Регулярный сезон | Регулярный сезон | Регулярный сезон | Регулярный сезон | Регулярный сезон | Регулярный сезон | Серия плей-офф | Серия плей-офф | Серия плей-офф | Серия плей-офф | Серия плей-офф | Серия плей-офф | Серия плей-офф | Серия плей-офф | Серия плей-офф | Серия плей-офф | Серия плей-офф |
| Сезон                                                                                    | Команда     | GP               | GS               | MPG              | FG%              | 3P%              | FT%              | RPG              | APG              | SPG              | BPG              | PPG              | GP             | GS             | MPG            | FG%            | 3P%            | FT%            | RPG            | APG            | SPG            | BPG            | PPG            |
| ---------------------------------------------------------------------------------------- | ----------- | ---------------- | ---------------- | ---------------- | ---------------- | ---------------- | ---------------- | ---------------- | ---------------- | ---------------- | ---------------- | ---------------- | -------------- | -------------- | -------------- | -------------- | -------------- | -------------- | -------------- | -------------- | -------------- | -------------- | -------------- |
| 2018/19                                                                                  | Сан-Антонио | 23               | 0                | 4,9              | 57,7             | -                | 84,6             | 1,5              | 0,3              | 0,1              | 0,2              | 1,8              | Не участвовал  | Не участвовал  | Не участвовал  | Не участвовал  | Не участвовал  | Не участвовал  | Не участвовал  | Не участвовал  | Не участвовал  | Не участвовал  | Не участвовал  |
| 2019/20                                                                                  | Сан-Антонио | 22               | 3                | 12,4             | 64,2             | 100,0            | 76,9             | 3,9              | 0,7              | 0,2              | 0,8              | 4,9              | Не участвовал  | Не участвовал  | Не участвовал  | Не участвовал  | Не участвовал  | Не участвовал  | Не участвовал  | Не участвовал  | Не участвовал  | Не участвовал  | Не участвовал  |
| 2020/21                                                                                  | Сан-Антонио | 54               | 3                | 14,0             | 56,6             | 100,0            | 72,6             | 4,5              | 0,8              | 0,3              | 0,9              | 5,8              | Не участвовал  | Не участвовал  | Не участвовал  | Не участвовал  | Не участвовал  | Не участвовал  | Не участвовал  | Не участвовал  | Не участвовал  | Не участвовал  | Не участвовал  |
| 2021/22                                                                                  | Сан-Антонио | 49               | 9                | 12,1             | 52,8             | 12,5             | 74,7             | 4,0              | 1,0              | 0,3              | 0,6              | 4,7              | Не участвовал  | Не участвовал  | Не участвовал  | Не участвовал  | Не участвовал  | Не участвовал  | Не участвовал  | Не участвовал  | Не участвовал  | Не участвовал  | Не участвовал  |
| 2021/22                                                                                  | Портленд    | 22               | 22               | 29,5             | 64,6             | 26,7             | 78,4             | 8,5              | 1,6              | 0,8              | 0,5              | 14,5             | Не участвовал  | Не участвовал  | Не участвовал  | Не участвовал  | Не участвовал  | Не участвовал  | Не участвовал  | Не участвовал  | Не участвовал  | Не участвовал  | Не участвовал  |
| 2022/23                                                                                  | Портленд    | 78               | 28               | 20,3             | 64,1             | 38,9             | 66,4             | 5,4              | 1,3              | 0,5              | 1,3              | 6,6              | Не участвовал  | Не участвовал  | Не участвовал  | Не участвовал  | Не участвовал  | Не участвовал  | Не участвовал  | Не участвовал  | Не участвовал  | Не участвовал  | Не участвовал  |
| 2023/24                                                                                  | Финикс      | 75               | 6                | 15,6             | 60,1             | 100,0            | 77,4             | 4,3              | 0,8              | 0,4              | 0,8              | 5,1              | 3              | 0              | 12,5           | 58,3           | -              | 100,0          | 1,3            | 0,0            | 0,7            | 0,3            | 5,7            |
| 2024/25                                                                                  | Юта         | 37               | 4                | 15,4             | 60,7             | 60,0             | 63,2             | 4,5              | 1,2              | 0,3              | 0,9              | 5,8              | Не участвовал  | Не участвовал  | Не участвовал  | Не участвовал  | Не участвовал  | Не участвовал  | Не участвовал  | Не участвовал  | Не участвовал  | Не участвовал  | Не участвовал  |
|                                                                                          | Всего       | 360              | 75               | 15,9             | 60,6             | 40,4             | 72,4             | 4,6              | 1,0              | 0,4              | 0,9              | 5,9              | 3              | 0              | 12,5           | 58,3           | -              | 100,0          | 1,3            | 0,0            | 0,7            | 0,3            | 5,7            |
| Наведите курсор мыши на аббревиатуры в заголовке таблицы, чтобы прочесть их расшифровку. |             |                  |                  |                  |                  |                  |                  |                  |                  |                  |                  |                  |                |                |                |                |                |                |                |                |                |                |                |

### Статистика в Джи-Лиге
| Сезон                                                                                    | Команда     | Регулярный сезон | Регулярный сезон | Регулярный сезон | Регулярный сезон | Регулярный сезон | Регулярный сезон | Регулярный сезон | Регулярный сезон | Регулярный сезон | Регулярный сезон | Регулярный сезон | Серия плей-офф | Серия плей-офф | Серия плей-офф | Серия плей-офф | Серия плей-офф | Серия плей-офф | Серия плей-офф | Серия плей-офф | Серия плей-офф | Серия плей-офф | Серия плей-офф |
| Сезон                                                                                    | Команда     | GP               | GS               | MPG              | FG%              | 3P%              | FT%              | RPG              | APG              | SPG              | BPG              | PPG              | GP             | GS             | MPG            | FG%            | 3P%            | FT%            | RPG            | APG            | SPG            | BPG            | PPG            |
| ---------------------------------------------------------------------------------------- | ----------- | ---------------- | ---------------- | ---------------- | ---------------- | ---------------- | ---------------- | ---------------- | ---------------- | ---------------- | ---------------- | ---------------- | -------------- | -------------- | -------------- | -------------- | -------------- | -------------- | -------------- | -------------- | -------------- | -------------- | -------------- |
| 2018/19                                                                                  | Остин Спёрс | 32               | 32               | 25,0             | 65,0             | 0,0              | 80,9             | 7,7              | 1,5              | 0,4              | 2,5              | 16,3             | Не участвовал  | Не участвовал  | Не участвовал  | Не участвовал  | Не участвовал  | Не участвовал  | Не участвовал  | Не участвовал  | Не участвовал  | Не участвовал  | Не участвовал  |
| 2019/20                                                                                  | Остин Спёрс | 22               | 14               | 23,4             | 61,8             | 0,0              | 76,7             | 6,3              | 1,2              | 0,8              | 1,6              | 15,9             | Не участвовал  | Не участвовал  | Не участвовал  | Не участвовал  | Не участвовал  | Не участвовал  | Не участвовал  | Не участвовал  | Не участвовал  | Не участвовал  | Не участвовал  |
|                                                                                          | Всего       | 54               | 46               | 24,4             | 63,7             | 0,0              | 79,4             | 7,1              | 1,4              | 0,6              | 2,1              | 16,1             | Не участвовал  | Не участвовал  | Не участвовал  | Не участвовал  | Не участвовал  | Не участвовал  | Не участвовал  | Не участвовал  | Не участвовал  | Не участвовал  | Не участвовал  |
| Наведите курсор мыши на аббревиатуры в заголовке таблицы, чтобы прочесть их расшифровку. |             |                  |                  |                  |                  |                  |                  |                  |                  |                  |                  |                  |                |                |                |                |                |                |                |                |                |                |                |

### Статистика в NCAA
| Сезон | Команда      | Conf   | Class | GP | GS | MPG  | FG%  | 3P% | FT%  | RPG | APG | SPG | BPG | PPG  |
| --- | ------------ | ------ | ----- | -- | -- | ---- | ---- | --- | ---- | --- | --- | --- | --- | ---- |
| 2015/16 | Орегон Стэйт | Pac-12 | FR    | 32 | 30 | 21,4 | 58,0 |     | 63,5 | 4,6 | 0,4 | 0,4 | 1,2 | 7,6  |
| 2016/17 | Орегон Стэйт | Pac-12 | SO    | 32 | 32 | 32,1 | 58,7 |     | 71,2 | 8,3 | 1,2 | 0,6 | 2,2 | 14,5 |
| 2017/18 | Орегон Стэйт | Pac-12 | JR    | 32 | 32 | 31,3 | 62,4 |     | 70,1 | 6,8 | 1,1 | 0,5 | 1,7 | 13,2 |
| Всего | Всего        | Всего  | Всего | 96 | 94 | 28,3 | 59,8 |     | 69,3 | 6,6 | 0,9 | 0,5 | 1,7 | 11,7 |
| Наведите курсор мыши на аббревиатуры в заголовке таблицы, чтобы прочесть их расшифровку Статистика приведена с сайта sports-reference.com |              |        |       |    |    |      |      |     |      |     |     |     |     |      |